# Beatrice Speraz
Vincenza Beatrice Speraz, coneguda literàriament com a Bruno Sperani, fou una escriptora italiana nascuda a Dalmàcia el 1843, i morta el 4 de desembre del 1923.

## Trajectòria
Filla d'un eslau de classe social baixa, Marino Pare-Spèrac, i una dona de l'antiga noblesa d'Ístria, Elena Alessandri, tota la seua vida hagué de lluitar amb aquesta divisió sociocultural. Es va quedar òrfena de tots dos pares molt aviat, i s'educà amb els parents materns a Ístria, sofrint l'hostilitat de la seua família materna contra la paterna; ho va combatre refugiant-se en la lectura, i als nou anys ja coneixia les obres dels més importants escriptors romàntics alemanys i italians i havia trobat afinitat amb Giacomo Leopardi. Es va llicenciar com a mestra.
El 1857 la van casar amb el comte Giuseppe Vatta di Pirano, un home de lletres ancià, i en tingueren tres fills. No va ser un matrimoni ben avingut: l'escriptora abandonà Vatta i els seus fills i marxà a Trieste, on va sobreviure com a mestra d'italià i freqüentava la tertúlia del periodista Emilio Treves. Va conéixer Giuseppe Levi, aristòcrata, i amb ell va tenir quatre filles, Noemi, Gilda, Clotilde i Giuseppina, futura escriptora amb el pseudònim de Ginevra Speraz. Es va traslladar després amb Levi a Florència, i col·laborà llavors amb La Nazione amb articles sobre esdeveniments, art i música, i amb la Gazzetta Piemontese de Torí, així com amb el Caffaro de Gènova i Il Bersagliere de Roma. Giuseppe Levi va morir de sobte, i Beatrice es va trobar sense ingressos regulars, amb quatre filles i en un estat de summa depressió, de la qual isqué en traslladar-se a Milà, on va romandre des del 1876, any en què publicà el primer relat, Cesare. La primera novel·la arribarà tres anys més tard. Aquesta ciutat li va servir d'inspiració per a algunes obres, especialment el seu món obrer, com ara en La fabbrica (1894), en què combina la seua idea d'un socialisme cristià amb el naturalisme d'Émile Zola.
També col·laborà amb Il Corriere della Sera, la Perseveranza de Carlo Landriani, amic dels germans Camillo i Arrigo Boito. Sovintejà els cafès Cova i Teatre Manzoni, lloc predilecte de la intel·lectualitat socialista milanesa, i els salons de llavors. El 1885 va conéixer Vespasiano Bignami, professor de l'Acadèmia de Belles Arts, amb qui mantindrà una duradora relació sentimental. Es casaran el 1914. Beatrice Speraz va morir el 1923 i està enterrada al Cementeri Major de Milà.
Declaradament feminista, defensora del divorci i de la igualtat de sexes davant la llei, el seu tema més freqüent era la comparació entre hòmens i dones i la iniquitat de les lleis que els predeterminen; les seues protagonistes solen ser dones perdedores, seduïdes, i víctimes dels hòmens. Són freqüents les referències a les lleis de la sang i la societat, a un destí fixat i ferri que anihila les aspiracions dels individus, "com un dispositiu ple d'engranatges, rodes dentades i puntes de ferro que gira cegament sobre si mateix". Els seus personatges s'hi sotmeten resignadament, però altres voltes es rebel·len. Algunes novel·les importants són Nell'ingranaggio (1885), Numeri e sogni (1887), molt apreciada en els mitjans socialistes i feministes, Emma Walder (1893) i Nella nebbia (1899), entre d'altres. També escrigué relats pedagògics infantils i juvenils. Traduí obres de Hans Christian Andersen, Alphonse Daudet, Hans Wachenhusen i Émile Zola, i publicà unes memòries, Ricordi della mia infanzia en Dalmazia (1915).

## Obra

### Novel·les
- Cesare, Milà, Brigola, 1879.
- Nell’ingranaggio, Milà, Sonzogno, 1885.
- Numeri e sogni, Milà, Galli, 1887.
- L’avvocato Malpieri, Milà, Galli, 1888.
- Il romanzo della morte, Milà, Galli, 1890.
- Tre donne, Milà, Galli, 1891.
- Maddalena, Napoli, Bideri, 1892.
- Emma Walder, Milà, Rechiedei, 1893.
- Il marito, Torí, Roux, 1894.
- La fabbrica, Milà, Aliprandi, 1894.
- Le vinte, Milà, Aliprandi, 1896.
- Sulle due rive, Milà, Aliprandi, 1896.
- In balia del vento, Milà, La Poligrafica, 1900.
- Macchia d’oro, Catània, Giannotta, 1901.
- Signorine povere, Milà, Libreria Editrice Llombarda, 1905.
- La dama della regina, Milà, Vallardi, 1910.
- Tragèdia di una coscienza, Florència, Battistelli, 1920.
- Teresita della Quercia, Florència, Salani, 1923.

### Novel·les curtes i relats
- Sempre amore, Milà, Brigola, 1881.
- Sotto l’incubo, Milà, Gargano, 1881.
- Nella nebbia, Milà, Civelli, 1889.
- Eterno inganno, Milà, Aliprandi, 1891.
- L’inesorabile, Milà, Aliprandi, 1893.
- Dopo la sentanza, Milà, Aliprandi, 1894.
- La commedia dell’amore, Milà, Aliprandi, 1895.
- Nel turbine della vita, Florència, Battistelli, 1920.

### Autobiografia
- Ricordi della mia infanzia in Dalmazia, Milà, Vallardi, 1915.